# Список клеток тела человека
Всего в теле взрослого человека насчитывается около 230 различных типов клеток.  В данный список включены клетки, которые присутствуют в теле взрослого человека. Не включены клетки эмбриональных тканей и клетки опухолей, а также другие типы патологически изменённых клеток. Некоторые клетки включены в несколько категорий, если их происхождение не соответствует локализации (например, остеокласты — видоизмененные макрофаги, функционирующие в составе костной ткани). 

## Эпителиальные ткани

### Ороговевающийэпителий
- Трихоцит (стволовая клетка матрикса ногтей и волос)
- Кератиноцит
- Клетка базального слоя эпидермиса (стволовая клетка)

### Неороговевающие эпителии
- Эпителиоцит
- Эндотелиоцит
- Альвеолоцит
- Альвеолоцит II типа (клетки, секретирующие сурфактант)
- Ресничная клетка эпителия дыхательных путей
- Бокаловидная клетка эпителия дыхательных путей (клетки, секретирующие слизь)
- Стволовая клетка эпителия дыхательных путей
- Мезотелиоцит (клетка мезотелия)
- Энтероцит
  - Энтероцит каёмчатый тонкого кишечника
  - Энтероцит бескаёмчатый (стволовая клетка крипт тонкого кишечника)
  - Клетка Панета тонкого кишечника
- Таницит
- Подоцит

### Секреторные клетки

#### Клеткиэкзокринных желёз
- Клетка молочной железы (секреция молока)
- Себоцит — секреторная клетка сальной железы
- Главная клетка желез желудка
- Париетальная клетка желез желудка
- Поверхностная добавочная клетка слизистой оболочки желудка и двенадцатиперстной кишки
- Бокаловидная клетка желудочно-кишечного тракта

#### Клеткиэндокринной системы
- Клетки гастроэнтеропанкреатической эндокринной системы
  - Энтерохромаффиноподобная клетка желудочно-кишечного тракта
  - Энтерохромаффинная клетка желудочно-кишечного тракта
  - I-клетка желудочно-кишечного тракта
  - K-клетка желудочно-кишечного тракта
  - L-клетка желудочно-кишечного тракта
  - PP-клетка желудочно-кишечного тракта
  - S-клетка желудочно-кишечного тракта
  - Альфа-клетка поджелудочной железы
  - Бета-клетка поджелудочной железы
  - Дельта-клетка поджелудочной железы
  - G-клетка желудка
- Клетки гипофиза
  - Соматотрофы передней доли гипофиза
  - Лактотрофы передней доли гипофиза
  - Кортикотрофы передней доли гипофиза
  - Тиротрофы передней доли гипофиза
  - Гонадотрофы передней доли гипофиза
- Гормонпродуцирующие клетки половых желёз
  - Клетка Сертоли
  - Интерстициальная клетка Лейдига

## Соединительные ткании ретикуло-эндотелиальные ткани
- Фибробласт
  - Кератоцит роговицы
  - Миофибробласт
- Перицит
  - Клетка Ито (перицит печени)
  - Звёздчатая клетка поджелудочной железы
- Адипоцит
  - Адипоцит белой жировой ткани
  - Адипоцит бурой жировой ткани
- Остеобласт
- Остеоцит
- Хондроцит
- Гиалоцит (клетка стекловидного тела)

### Клеткикровиииммунной системы
- Мегакариоцит (предшественник тромбоцитов)
- Ретикулоцит
- Эритроцит (красные кровяные тельца)
- Моноцит
- Макрофаги
  - Клетка Купфера
  - Остеокласт
  - Микроглия
- Дендритные клетки
  - Клетка Лангерганса
- Нейтрофил
- Эозинофил
- Базофил
- НК-клетка
- Тучная клетка
- Лимфоциты
  - Т-хелпер
  - Естественные киллеры (NK-cells)
  - Т-супрессор
  - Т-киллер
  - Т-клетка памяти
  - В-лимфоцит
  - Плазматическая клетка
  - Антигенплазмоцит
  - В-клетка памяти
- Стволовая клетка крови и различные коммитированные предшественника различных типов клеток крови

(см. Кроветворение, см. Категория:Клетки крови).

## Мышечные ткани
- Миоцит гладкой мышечной ткани
- Мышечное волокно (миоцит поперечнополосатой мышечной ткани)
- Кардиомиоцит
- Миосателлит (миосателлитоцит, клетка-спутница мышечной ткани)
- Мышечное веретено

## Нервная тканьи клетки-рецепторыорганов чувств

### НейроныЦНС
Классификация нейронов слабо разработана. Некоторые упомянутые ниже типы нейронов выделены на основе их морфологических или биохимических особенностей, другие — только на основе локализации и специфики выполняемых функций.
- Веретенообразный нейрон
- Гранулярная клетка
- Клетка Беца
- Клетка Кахаля — Ретциуса
- Клетка Пуркинье
- Клетка Реншоу
- Клетка-канделябр
- Корзинчатый нейрон
- Нейрон Мартинотти
- Пирамидальный нейрон
- Решетчатый нейрон
- Нейроны места

### Нейроглия
- Астроцит
- Леммоцит (Шванновская клетка)
- Микроглия
- Олигодендроцит
- Радиальная глия
- Таницит
- Эпендимоцит

### Клетки органов чувств и клетки-рецепторы
- Клетки мышечных веретён
- Палочки — фоторецепторы глаза
- Колбочки — фоторецепторы глаза
- Амакриновые клетки сетчатки глаза
- Биполярные клетки сетчатки глаза
- Горизонтальные клетки сетчатки глаза
- Ганглионарные клетки сетчатки глаза
- Клетки пигментного эпителия сетчатки глаза
- Наружные волосковые клетки кортиева органа
- Внутренние волосковые клетки кортиева органа
- Поддерживающие клетки кортиева органа
- Обонятельные рецепторы обонятельного эпителия
- Поддерживающие клетки обонятельного эпителия
- Базальные стволовые клетки обонятельного эпителия
- Клетки Мюллера

## Пигментные клетки
- Меланоцит

## Клетки зародышевого пути

### Клетки-предшественники половых клеток
- Оогоний
- Ооцит первого порядка
- Ооцит второго порядка
- Сперматогоний
- Сперматоцит первого порядка
- Сперматоцит второго порядка
- Сперматида

### Половые клетки
- Сперматозоид
- Яйцеклетка